# Chan Hao-ching
Chan Hao-ching (kinesisk: 詹皓晴, født 19. september 1993 i Taipei) er en taiwanesisk professionel tennisspiller. Hun spiller primært double og har nået store resultater i både dame- og mixeddouble. Således har hun været i finalen i Wimbledon i begge disse rækker i henholdsvis 2017 og 2014 samt i finalen i US Open i mixeddouble i 2017. Hendes bedste placering på WTA-listen i double er en femteplads, som hun nåede 27. juni 2016, mens hun ikke har været blandt de tusind bedste i single.
Hun er lillesøster til den tidligere nummer ét på double-ranglisten Latisha Chan (oprindeligt Chan Yung-jan).